# Balança financeira
Em contabilidade nacional, a balança financeira é uma das três balanças primárias que compõem a balança de pagamentos, juntamente com a balança corrente e a balança de capital. Por sua vez, esta balança é composta pelas balanças de investimento directo, investimento de carteira, derivados financeiros, outro investimento e activos de reserva.